# James F. Byrnes

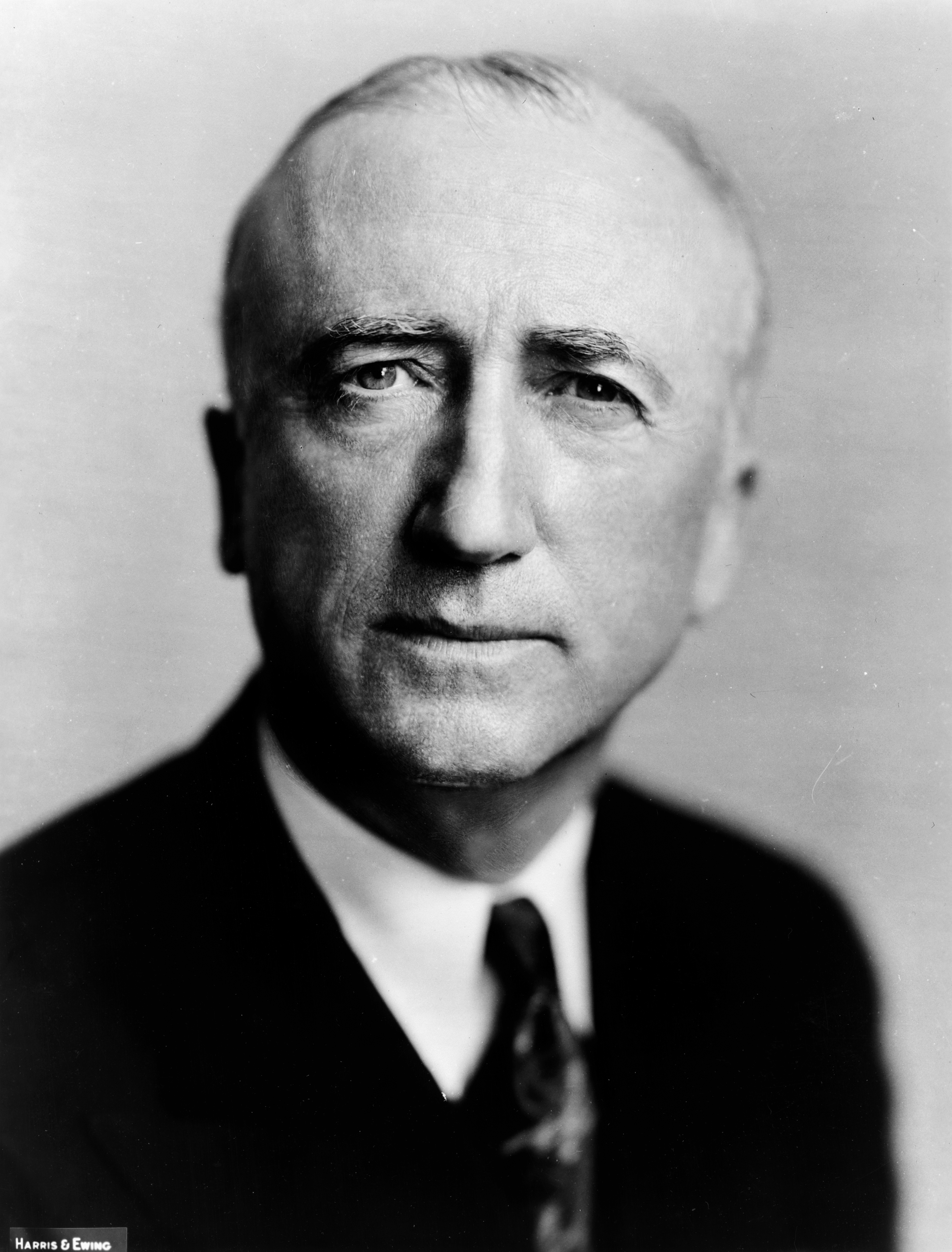
James F. Byrnes (ca. 1942)

James Francis Byrnes (* 2. Mai 1882 in Charleston, South Carolina; † 9. April 1972 in Columbia, South Carolina) war ein US-amerikanischer Politiker der Demokratischen Partei. Er war von 1945 bis 1947 Außenminister der Vereinigten Staaten und von 1951 bis 1955 Gouverneur von South Carolina.

## Leben

### Frühe Jahre und politischer Aufstieg
Der junge James Byrnes musste im Alter von 14 Jahren seine Schulausbildung aus finanziellen Gründen abbrechen. Ab 1900 war er Protokollführer im Zweiten Gerichtsdistrikt in South Carolina. In dieser Zeit erwarb er im Selbststudium und im Rahmen von Praktika die erforderlichen Rechtskenntnisse, um im Jahr 1903 als Anwalt zugelassen zu werden. Danach begann er eine erfolgreiche Karriere, sowohl als Jurist, als auch als Politiker. Von 1908 bis 1910 war er Staatsanwalt im Zweiten Gerichtsbezirk. Von 1911 bis 1925 war er Abgeordneter im Repräsentantenhaus der Vereinigten Staaten. Nach dieser Zeit war er bis 1931 Rechtsanwalt in Spartanburg, ehe er in den Senat der Vereinigten Staaten gewählt wurde, in dem er bis 1941 verblieb. Dort war er ein Anhänger und persönlicher Freund von Präsident Franklin D. Roosevelt und dessen Politik. Es folgte ein Abstecher an das Oberste Bundesgericht der USA (Supreme Court), an dem er vom 8. Juli 1941 bis zum 3. Oktober 1942 als Richter tätig war. In der Geschichte dieses Gerichts war er der letzte Richter, der ohne vorherigen Besuch einer Law School ins Richteramt berufen worden war. Seine Amtszeit als Richter gehört zu den kürzesten am Obersten Gerichtshof. Im Mai 1943 wurde er zum Direktor der Mobilmachungsbehörde berufen. Dieses Amt behielt er bis zum April 1945. Außerdem gehörte er zu Präsident Roosevelts Delegation auf der Konferenz von Jalta.

### Außenminister der USA

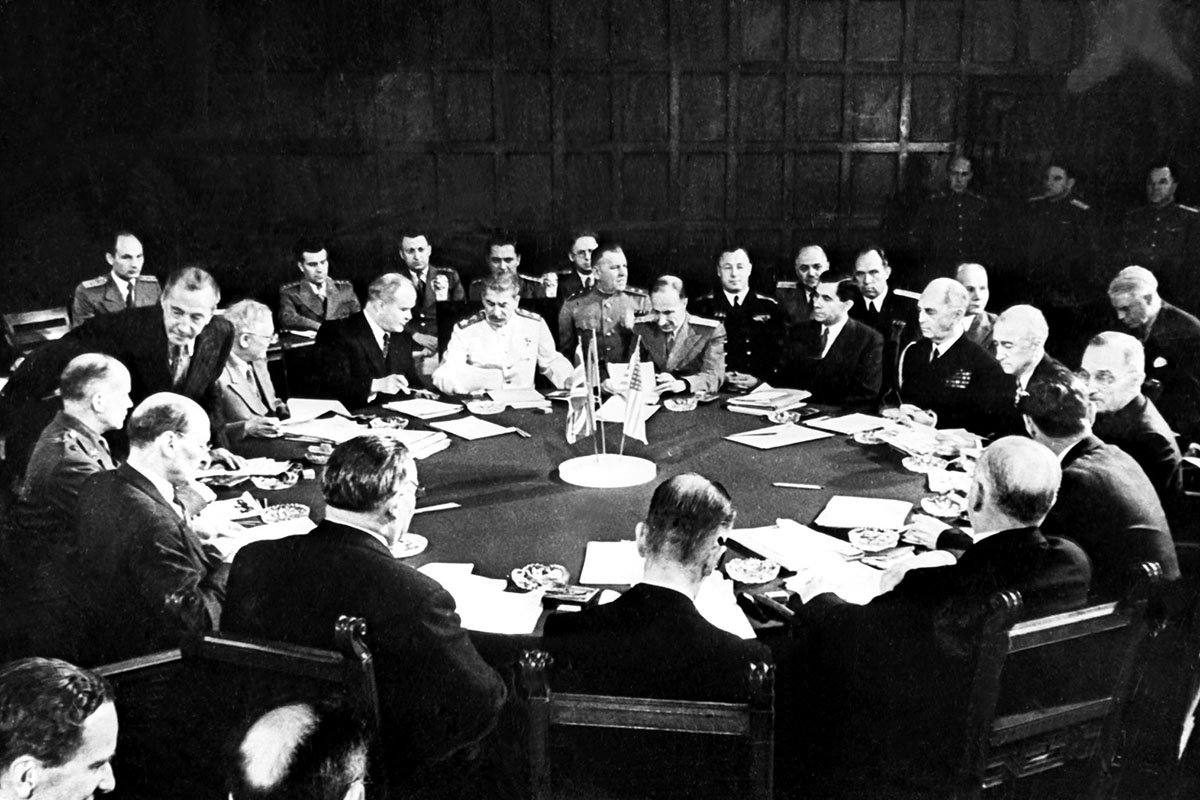
Potsdamer Konferenz, am Konferenztisch sitzen u. a. Clement Attlee, Ernest Bevin, Wjatscheslaw Molotow, Josef Stalin, William Daniel Leahy, James F. Byrnes und Harry S. Truman.

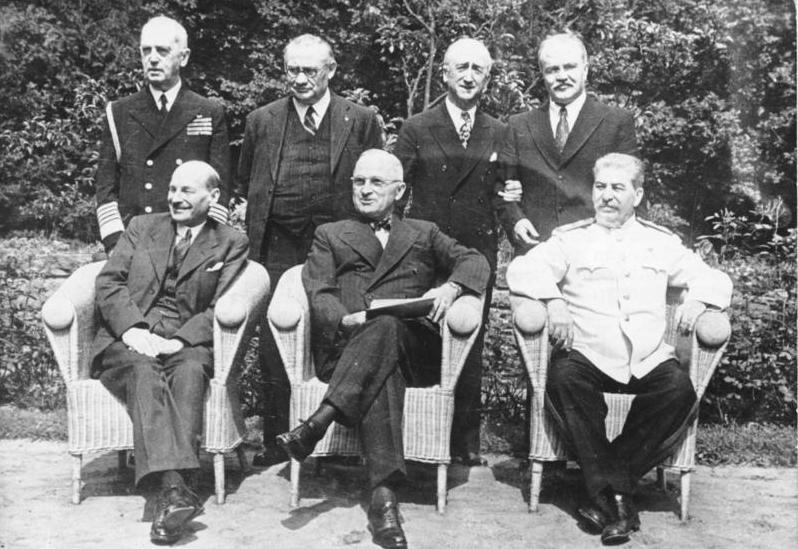
Gruppenbild mit (von links) Clement Attlee, Harry S. Truman, Josef Stalin in Korbsesseln sitzend; stehend dahinter: William Daniel Leahy, Ernest Bevin, James F. Byrnes und Wjatscheslaw Molotow.

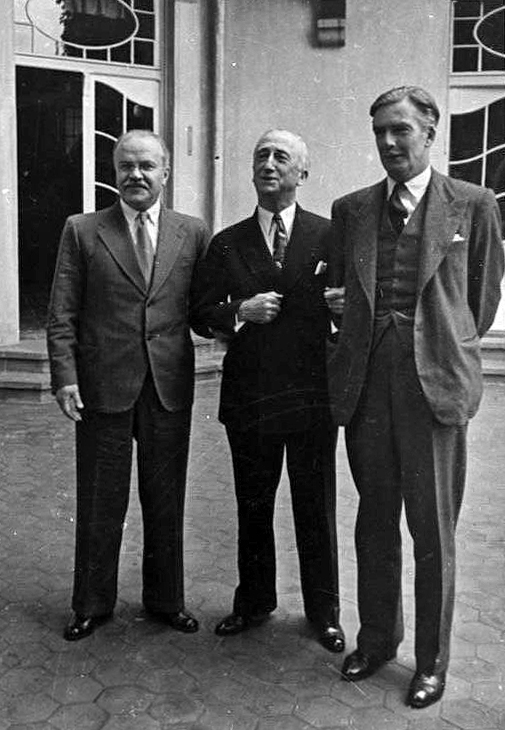
Die Außenminister der drei Großmächte: Wjatscheslaw Molotow, James F. Byrnes und Anthony Eden in einer Tagungspause, Juli 1945.

Als Nachfolger von Edward Stettinius ernannte Präsident Harry S. Truman Byrnes am 3. Juli 1945 zum Außenminister. In seiner zweijährigen Amtszeit im Kabinett Truman nahm er im Juli/August 1945 an der Potsdamer Konferenz und 1946 an der Pariser Friedenskonferenz teil. Zudem trug er maßgeblich zur Entscheidung Trumans zum Abwurf der ersten Atombombe auf Japan bei, indem er den Präsidenten zu diesem Schritt ermunterte. Obwohl sie außenpolitisch einer Meinung waren, kam es zwischen dem Präsidenten und Byrnes zu persönlichen Spannungen, die im Januar 1947 zu Byrnes’ Rücktritt führten. Sein Nachfolger wurde George C. Marshall.

### Gouverneur von South Carolina
Im Jahr 1950 bewarb sich Byrnes um das Amt des Gouverneurs von South Carolina. Es gelang ihm relativ leicht, sich die Nominierung zu sichern. Die Wahl am 7. November 1950 war nur noch Formsache, weil es keinen Gegenkandidaten gab. Byrnes ist bis heute der bei Amtsantritt älteste Gouverneur von South Carolina. In seiner Amtszeit brachte er eine grundlegende Schulreform in Gang. Die bis dahin 1200 Schulbezirke wurden durch Zusammenlegung auf 102 reduziert. Auch die Schulen für afro-amerikanische Kinder wurden verbessert. Zur Finanzierung wurde eine dreiprozentige Mehrwertsteuer eingeführt. Allerdings wurde nichts an der Rassentrennung geändert. Zu diesem Zweck wurde sogar die Verfassung des Landes geändert. Nun hatte die Regierung die Befugnis, die Schulen zu schließen, um die Integration der Schwarzen zu verhindern. Damit reagierte man bereits im Voraus auf einen erwarteten Beschluss des Obersten Gerichtshofes (Brown v. Board of Education) der Segregationsschulen für nicht verfassungsgemäß erklärte. Dieses Urteil erging tatsächlich am 17. Mai 1954.

### Weiterer Lebensweg
Die Verfassung von South Carolina erlaubte keine direkte Wiederwahl eines Gouverneurs. Aus diesem Grund musste Byrnes am 18. Januar 1955 aus seinem Amt ausscheiden. In den folgenden Jahren empfand er seine Demokratische Partei als zu liberal. Er blieb zwar Parteimitglied, sympathisierte aber mit den Republikanern. Er unterstützte bis zu seinem Tod die republikanischen Präsidentschaftskandidaten.

## Sonstiges
Am 6. September 1946 hielt er als Außenminister im Großen Haus des Staatstheaters Stuttgart die sogenannte „Hoffnungsrede“ für Deutschland, in der er einen möglichen freien Austausch von Waren und Wissen zwischen den Besatzungszonen und die Aufhebung der Verwaltungsgebiete der Besatzungsmächte in Aussicht stellte – eine Idee, die nur Monate später mit der Einrichtung der Bizone verwirklicht wurde und die Basis für die Westbindung der späteren Bundesrepublik Deutschland bildete.
Außerdem vermittelte er in jener Rede die Absicht der USA, sich für ein freies Deutschland einzusetzen. Byrnes wollte seine Rede ursprünglich in Paris vor dem Rat der Außenminister der alliierten Mächte halten, wurde aber vom amerikanischen Militärgouverneur der Besatzungszone, General Lucius D. Clay, gedrängt, die Rede in Stuttgart zu halten. Aus diesem Grund wurde später in Stuttgart eine Straße nach ihm benannt. Sie befindet sich nördlich des Pragsattels auf dem Burgholzhof, direkt neben den Robinson Barracks, einer amerikanischen Militärkaserne.
James F. Byrnes war Mitglied im Bund der Freimaurer.

## Auszeichnungen
Das TIME Magazine wählte Byrnes 1946 zum „Mann des Jahres“. Aus Sicht der Redaktion des Magazins hatte er den größten Einfluss auf die Welt jenes Jahres.

## Publikationen (Auswahl)
- James Byrnes: Speaking Frankly. 1947
  - (dt.  Teilübers.) Offen gesagt: Eine Auswahl aus dem Buche "Speaking Frankly". Neue Welt, 1947 //  München; [Berlin]: Die Neue Zeitung, 1947
- James Byrnes: All in One Lifetime. 1958